# Sunjeonghyo di Corea
Sunjeonghyo (순정효황후?, 純貞孝皇后?; nata Yun Jeung-sun; Hanseong, 7 settembre 1894 – Seul, 3 febbraio 1966) è stata l'ultima imperatrice consorte di Corea, moglie di Sunjong di Corea.

## Biografia

### Primi anni
Il nome di nascita dell'imperatrice Sunjeonghyo era Yun Jeung-sun. Ella nacque il 19 settembre 1894 a Seul, figlia di una donna proveniente dal clan dei Yu di Pohang e di Yun Taek-yeong, membro del clan degli Yun di Haepyeong e un funzionario presso la corte del regno di Joseon. Yun visse un'infanzia relativamente serena, soprattutto grazie alla sua connessione col casato di Yi. La nonna paterna era infatti la quinta pronipote della principessa Jeongmyeong, figlia del re Seonjo di Joseon e della regina Inmok.

### Matrimonio e ascesa al trono
Yun Jeung-sun sposò il principe ereditario principe ereditario Yi Cheok principalmente grazie al sostegno di Eom Seon-yeong, una delle più amate e influenti concubine del re Gojong.

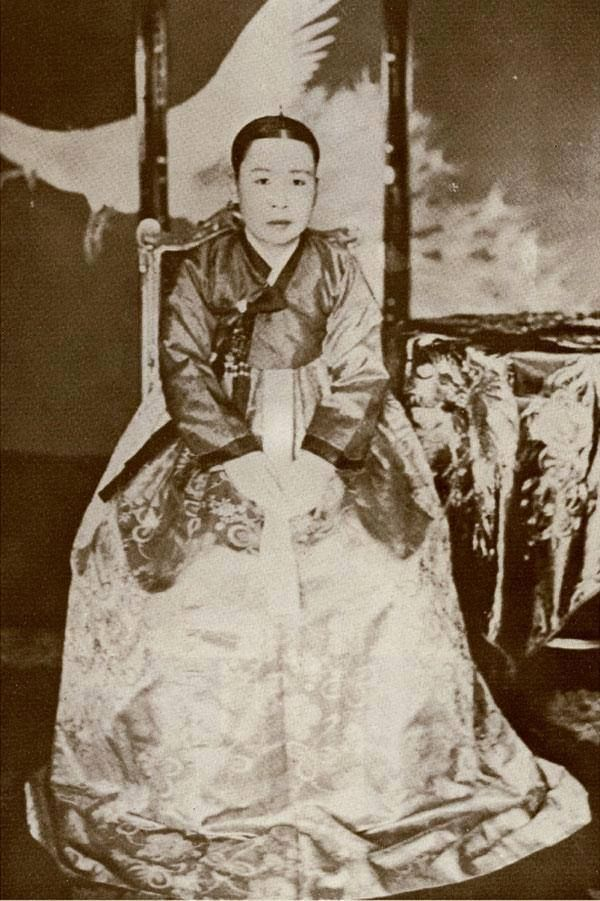
L'ex imperatrice Sunjeonghyo nel 1930 all'età di 36 anni.

Nel 1882, infatti, durante l'incidente di Imo, una rivolta contro la famiglia reale organizzata da alcuni militari, la consorte del re Gojong, Myeongseong, fu costretta a fuggire da palazzo. Eom Seon-yeong, che durante tutta la vicenda aveva dimostrato assoluta lealtà al sovrano, divenne molto intima con Gojong, iniziandosi a comportare come una regina consigliando ella stessa il re. Quando Myeongseong poté ritornare a corte, la tensione fra le due donne aumentò enormemente, tant'è che nel 1885, la regina ne ordinò l'espulsione da palazzo e la privazione di qualunque titolo o privilegio. Tuttavia, Yun Yong-seon, funzionario di alto rango e nonno paterno di Yun Jeung-sun, convinse il re Gojong a intercedere a favore dell'amante, riammettendola a corte. Eom Seon-yeong poté dunque ritornare ad essere una concubina, senza tuttavia dimenticare l'aiuto offertogli da Yun Yong-seon.
Infatti, quando il 23 ottobre 1904, la consorte del principe ereditario Yi Cheok, Sunmyeonghyo, morì per un'improvvisa malattia, Gojong dovette scegliere un'altra sposa per il figlio e la sua concubina Eom Seon-yeong, gli suggerì la nipote del funzionario che l'aveva aiutata: Yun Jeung-sun. Quest'ultima, all'epoca tredicenne, sposò il trentaduenne futuro sovrano il 24 gennaio del 1907, mentre il 20 luglio di quell'anno, fu nominata imperatrice consorte di Corea con il nome di Sunjeonghyo dopo che il marito salì al trono in seguito all'abdicazione del padre. Quando ella salì al trono, la Corea era ormai uno stato politicamente dipendente dal Giappone e dunque, data anche la precoce età della fanciulla, la nuova imperatrice non riuscì ad influire in alcun modo sulla storia coreana del tempo. Dopo che l'esperienza dell'Impero coreano terminò con il trattato di annessione nippo-coreano nel 1910 e che la Corea divenne parte integrante del territorio giapponese, Sunjeonghyo, come tutti gli altri membri della famiglia reale, fu confinata all'interno del palazzo di Changdeokgung insieme al marito. Durante tale reclusione, i Giapponesi le permisero comunque di mantenere lo stile di vita di cui Sunjeonghyo godeva prima e l'appellativo di Sua Maestà.
Col passare degli anni, la salute dell'ultimo imperatore di Corea peggiorò sempre di più. Egli era infatti stato avvelenato con una tazza di caffè nel 1898 dai servizi segreti giapponesi (anche se gli storici non sono tutti totalmente concordi nel constatare il coinvolgimento del governo nipponico), che lo fece diventare sterile e gli provocò una salute estremamente cagionevole. Durante gli ultimi anni di vita, Sunjeonghyo si prese cura dello sposo personalmente, tuttavia quest'ultimo morì il 24 aprile 1926, lasciando l'ex imperatrice vedova e senza una prole.

### Guerra di Corea
Durante la guerra di Corea, l'imperatrice Sunjeonghyo, che per tutti questi anni non aveva mai lasciato il palazzo di Changdeokgung, si ostinò a rimanervi anche durante l'invasione nordcoreana, nonostante gli altri componenti della famiglia reale cercassero di convincerla ad andarsene finché la situazione fosse stata tranquilla. Tuttavia, nonostante tutto, l'ex imperatrice decise di rimanere a Seul e con lei anche altri membri della famiglia reale per assisterla. Quando le truppe nordcoreane fecero irruzione all'interno del palazzo, Sunjeonghyo le scacciò a male parole, dichiarando che la famiglia reale non avrebbe interferito con le azioni belliche e sarebbe rimasta all'interno della reggia. Tuttavia, quando la situazione si fece più pericolosa, Sunjeonghyo si fece persuadere e si decise a fuggire. Inizialmente fu scortata insieme ai suoi famigliari presso il palazzo di Unhyeongung, mentre successivamente i membri della famiglia reale furono costretti ad aggregarsi insieme all'esercito sudcoreano in ritirata, raggiungendo Busan a piedi.

### Dopo il conflitto coreano
Dopo la fine delle ostilità nel 1953, il presidente Syngman Rhee, notando che tra il popolo la popolarità della casa imperiale stava aumentando, impedì all'ex imperatrice di rientrare presso il palazzo di Changdeokgung. Ella venne invece arrestata dalle autorità e tenuta prigioniera in una casa rurale situata nel distretto più povero di Seul. Dopo che nel 1960 la dittatura di Rhee cadde, Sunjeonghyo poté, insieme alla sua servitù, ritornare nel palazzo ove aveva sempre vissuto. Lasciò il palazzo di Changdeokgung volontariamente soltanto il 26 gennaio 1962, quando andò ad accogliere vicino all'aeroporto di Gimpo la principessa Deokhye, alla quale non era stato concesso ritornare a Seul per 37 anni.
Le due andarono a vivere insieme nel palazzo reale fino a quando il 3 febbraio 1966, all'età di 72 anni, l'ex imperatrice Sunjeonghyo spirò a causa di un infarto. Il governo le organizzò un funerale di stato, tuttavia ne fu celebrato anche uno buddista in forma privata. Venne sepolta accanto al marito, presso le Tombe reali della dinastia Joseon.